# Pycnanthemum loomisii
Pycnanthemum loomisii är en kransblommig växtart som beskrevs av Thomas Nuttall. Pycnanthemum loomisii ingår i släktet Pycnanthemum och familjen kransblommiga växter. Inga underarter finns listade i Catalogue of Life.